# Neil Leach
Neil Leach este arhitect și teoretician. A predat la Universitatea din Bath, Architectural Association School of Architecture, University of Nottingham, Columbia University, Cornell University, SCI-Arc, Royal Danish Academy of Art și Dessau Institute of Architecture. El este co-curatorul(cu Xu Wei-Guo) Expoziției A2 a avantgardei arhitecturii din cadrul Bienalei de Arhitectură Beijing 2004 și al expoziției Emerging Talents, Emerging Technologies în cadrul Bienalei de arhitectură Beijing 2006.
Poziția lui Leach față de teoria arhitecturală a fost prezentată în antologia de texte culturale pe care a editat-o, Rethinking Architecture (1997). Cartea a conținut o selecție de scrieri bine cunoscute despre arhitectură ale unor gânditori din Filosofia continentală, cuprinzând de la Hemeneutică, Fenomenologie  până la Structuralism și Deconstructivism, prefațată de propria introducere a lui Leach. Printre autori au fost incluși: Jacques Derrida, Martin Heidegger, Umberto Eco și Andrew Benjamin. Deși nu a cuprins contribuții despre feminism, studii despre homosexualitate sau etnicitate, selecția a reprezentat o regândire a practicii arhitecturale, transformând-o într-o activitate critică, fără a accepta paradigma, plasând în același timp arhitectura printre studiile culturale.

## Publicații
- Emerging Talents, Emerging Technologies: Architects - co-editor alături de Xu Wei-Guo (2006)
- Emerging Talents, Emerging Technologies: Students - co-editor alături de Wei-Guo (2006)
- Forget Heidegger ediție bilingvă (engleză-română) apărută la Editura Paideea (2006)
- Camouflage Arhivat în 25 decembrie 2006, la Wayback Machine. (2006)
- China (2004)
- Fast Forward>>, Hot Spots, Brain Cells - co-editor alături de Xu Wei-Guo (2004)
- Digital Tectonics - co-editor împreună cu David Turnbull și Chris Williams (2004)
- Designing for a Digital World - editor (2002)
- The Hieroglyphics of Space - editor (2002)
- Mars Pants with Oliver Froome-Lewis et al. (2000)
- Millennium Culture (1999)
- The Anaesthetics of Architecture (1999) tradusă în limba română la Editura Paideea
- Architecture and Revolution - editor (1999)
- Rethinking Architecture - editor (1997)
- On the Art of Building in Ten Books cu Joseph Rykwert (1988, 1991)